# Янош Корнаї
Янош Корнаї (угор. Kornai János; нар. 21 січня 1928, Будапешт — 18 жовтня 2021) — угорський економіст.

## Біографія
Янош Корнаї народився в Будапешті в 1928 році. Випускник (1955) Будапештського економічного університету імені Карла Маркса. Професор Гарвардського університету (1986–2002). У 1978 році був обраний президентом Економетричного суспільства, Європейської економічної асоціації — в 1987 році.
З 1987 року — керівник відділу Інституту економіки УАН. Працював запрошеним професором у ряді західних університетів, у тому числі в Стенфорді (1968, 1973), Принстоні (1972, 1983), Стокгольмі (1976–1977).
З 1986 року — професор Гарвардського університету. Співголова Департаменту планування розвитку ООН (1991–1993).
У 1950-ті роках спільно з Т. Ліптаком розробив оригінальний метод вирішення завдань блочного програмування — метод програмування на двох рівнях.
Світову популярність Корнаї принесли теоретичні праці про рівновагу («Антирівновага», 1971), про дефіцит («Економіка дефіциту», 1980), про м'які і жорсткі бюджетні обмеження, про трансформаційний спад, в яких він знайомив західного читача з економікою «реального соціалізму».
З 2002 по 2005 роки був президентом Міжнародної економічної асоціації.